# Susan Taslimi
Susan Taslimi (persiano: سوسن تسلیمی; Rasht, 7 febbraio 1950) è un'attrice, regista e sceneggiatrice iraniana.
Emigrata dall'Iran nel 1989, ora vive e lavora in Svezia.

## Filmografia parziale
- Tcherike-ye Tara (1979)
- Marg-e Yazdgerd (1982)
- Sarbedaran – serie televisiva (1984)
- Madian (1985)
- Telesm (1986)
- Bashu, il piccolo straniero (Bashu, qaribe-ye kuchak), regia di Bahram Beyzai (1989)
- Shayad vaghti digar (1988)
- Gränsen (1995)
- En dag i taget – serie televisiva (1999)
- Orka! Orka! – serie televisiva, 8 episodi (2004-2005)
- Charmøren (2017)
- Granchio nero (Svart krabba), regia di Adam Berg (2022)

### Teatro
- Marg-e Yazdgerd (1979)
- Medea (1991) – Medea